# Комсятта
Комсятта — река в России, протекает по Ямало-Ненецкому АО. Устье реки находится в 61 км по правому берегу реки Ягенетта. Длина реки составляет 132 км.

## Притоки
- В 50 км от устья по правому берегу реки впадает река Ёслюяха.
- В 77 км от устья по правому берегу реки впадает река Дингунияха.
- В 79 км от устья по правому берегу реки впадает река Тёняяха.
- В 99 км от устья по левому берегу реки впадает река Хабэвкояха.
- В 108 км от устья по правому берегу реки впадает река Сямбъяха.
- В 115 км от устья по левому берегу реки впадает река Сыгаяха.

## Данные водного реестра
По данным государственного водного реестра России относится к Нижнеобскому бассейновому округу, водохозяйственный участок реки — Пур. Речной бассейн реки — Пур.
Код объекта в государственном водном реестре — 15040000112115300059255.